# Danščina
Danščina je indoevropski jezik iz skupine severnih germanskih jezikov. Govorijo jo na Danskem (5,5 mio), v Nemčiji kot manjšinski jezik (50.000), je pa tudi uradni jezik na Grenlandiji in na Ferskih otokih.
Danščina spada v severno vejo germanskih jezikov, ki so se razvili iz stare nordijščine. Izhaja iz vzhodnih narečij stare nordijščine ter je skupaj s švedščino in norveščino del vzhodne ali celinske skupine severnogermanskih jezikov, medtem ko zahodni ali otoški skupini pripadata islandščina in ferščina. V pisni obliki je danščina zelo podobna norveščini in švedščini, vendar obstajajo razlike v izgovarjavi, zaradi česar je sposobnost sporazumevanja med govorci teh treh jezikov spremenljiva.